# Hermann Voss (Unternehmer)
Hermann Voss war ein deutscher Unternehmer, Bürgermeister und Ehrenbürger der Stadt Wipperfürth.

## Leben
Am 15. September 1931 übernahm Hermann Voss eine kleine Fabrik zur Fertigung von Hauswasserarmaturen in Wipperfürth. Mit der Armaturenfabrik Hermann Voss legte er den Grundstein eines Unternehmens, aus dem sich der weltweit operierende Konzern der Voss-Gruppe entwickelte. Später wurde Hermann Voss Bürgermeister der Stadt Wipperfürth. Er wurde 1986 zum Ehrenbürger der Stadt ernannt.
Sein Sohn Hans Hermann Voss († 2006) stieg 1953 in das Unternehmen ein, seine Tochter Erika Wehrli-Voss lebt in Basel in der Schweiz.
Die Wipperfürther Realschule wurde 2010 zu seinen Ehren in „Hermann-Voss-Realschule der Stadt Wipperfürth“ umbenannt.